# Марчинский, Вавжинец
Вавжинець Марчинський (пол. Wawrzyniec Marczyński; 1778 — 1845, Каменец-Подольский) — подольский историк, географ, краевед, церковный деятель, педагог.

## Биографические сведения
Родился в городе Калише (Польша) в обедневшей дворянской семье.
Окончил учительскую семинарию в г. Сулехуве и получил высшее образование в Виленском университете (в 1804 г.)
Впоследствии приехал на работу в г. Каменец-Подольский.
Работал каноником Кафедрального костела в Каменце-Подольском, настоятелем костела в селе Чернокозинцы Каменецкого уезда Подольской губернии, преподавал в уездном духовном училище.
Собрав средства в 1809-1811 годах совершил путешествие по странам Западной Европы: был в Вене, Париж, Берлин, Рим.
Автор фундаментального труда в трех томах «Статистико-топографическое и историческое описание Костромской губернии», изданной в 1820—1823 годах в Вильно (ныне Вильнюс) польском языке.